# جدیره
جدیره (عربی: جديره) منطقه‌ای مسکونی در استان قدس فلسطین است.